# Wilkinson Microwave Anisotropy Probe

WMAP-bild av bakgrundsstrålningen

Wilkinson Microwave Anisotropy Probe (WMAP) eller Explorer 80 är ett NASA-rymdteleskop som hade som uppgift att mäta den kosmiska bakgrundsstrålningen som har sitt ursprung i Big Bang. Teleskopet är uppkallat efter den amerikanske astronomen David Todd Wilkinson.
Den sköts upp från Cape Canaveral i Florida den 30 juni 2001. WMAP var en efterföljare till COBE-satelliten och hade liksom COBE som uppgift att mäta och kartlägga de mycket små fluktuationerna i den kosmiska bakgrundsstrålningen för att hjälpa till att testa kosmologiska teorier om universum.
Sedan 1 oktober 2001 har WMAP befunnit sig i en bana runt den andra Lagrangepunkten L2 i sol-jordsystemet, 1,5 miljoner km från jorden i riktning bort från solen. Dess instrument observerar fem olika frekvenser av mikrovågsstrålning för att mäta temperaturskillnaden mellan två punkter på himlen. Den 8 september 2010 avslutades WMAP:s uppdrag, och den har nu förflyttat sig till en permanent parkeringsbana runt solen.
Forskarlaget bakom WMAP har släppt data tre gånger, de senaste kom i januari 2010 och var baserade på sju års observationer. De bekräftar teoretiska förutsägelser från Big Bang-kosmologin i form av den så kallade Lamda-CDM modellen med mycket stor noggrannhet. De viktigaste resultaten är :
- Universums ålder är 13,7 miljarder år (med en felangivelse på +100/-200 miljoner år)
- Universum består av
  - 4 % vanlig baryonisk materia
  - 22 % mörk materia, som inte avger eller reflekterar ljus
  - 74 % mörk energi, som leder till att universums expansion accelererar
- Data är konsistenta med en flat geometri
- Hubbles konstant är 73 (km/s)/Mpc, +3/-4
- Polariseringen av den kosmiska bakgrundsstrålningen verifierar inflationsteorin och favoriserar de enklaste versionerna av teorin.

Resultaten har också visat att alternativa teorier som kvasi-Steady State-kosmologi och en modell där den mörka materien ersatts med modifierad gravitation à la MOND ger mycket sämre teoretiska beskrivningar av data.